# True (Unix)
A Unix-szerű operációs rendszerekben a true parancs mindig 0 értékkel tér vissza, mely a shell számára sikeres programvégrehajtást vagy logikai igaz értéket jelent. Például a következő Bourne shell script-ben a true parancs okozza a végtelen ciklusban történő kiíratást:
```
while
 
true

do

  
echo
 
hello

done

```

Ennek a parancsnak nincsenek paraméterei.
A true parancs írható egyszerű kettőspontként (:) is. Ez a forma shell-programozásban hasznos.